# ارینا یامانه
ارینا یامانه (انگلیسی: Erina Yamane؛ زادهٔ ۲۰ دسامبر ۱۹۹۰) بازیکن فوتبال اهل ژاپن است.
وی همچنین در تیم‌های ملی فوتبال زیر ۲۰ سال زنان ژاپن بازی کرده‌است.